# Songshan Jingxian
Songshan Jingxian (chiń. 嵩山景賢, pinyin Sōngshān Jĭngxián; kor. 숭산경현 Sungsan Kyŏnggyŏn; jap. Sūzan Keigen; wiet. Tung Sơn Cảnh Hiền; ur. 660, zm. 723) – mistrz chan Północnej szkoły chan

## Życiorys
Mistrz ten nie jest nawet wspomniany ani w Song gaoseng chuan ani w Jingde chuandeng lu. O jego życiu można się dowiedzieć z zachowanej steli.
Jego pierwszy nauczyciel, którego nazwiska nie znamy, powiedział Jingxianowi, że Yuquan Shenxiu jest w linii przekazu skarbu Dharmy o statusie równym Buddzie. Jingxian natychmiast udał się studiować u tego mistrz w klasztorze Yuquan. Studiował „skuteczne środki” (chiń. fangbian) i osiągnął pierwsze oświecenie, które opisał jako nagłą powódź oczyszczającego światła.
Po tym doświadczeniu zamieszkał na górze Baxia (w prowincji Hubei) wśród wilków i tygrysów. Praktykował przez cały czas medytację i po okresie letniego okresu medytacyjnego jego oświecenie stało się wielkie i doskonałe. Udał się do swojego nauczyciela Shenxiu i otrzymał potwierdzenie oświecenia oraz przekaz Dharmy.
Nie jest jasne czy Jingxian towarzyszył Shenxiu w jego tryumfalnym wjeździe do Luoyangu w roku 701, ale ok. pięć lat później został oficjalnie zaordynowany na dworze cesarskim na żądanie władcy Zhongzonga. Był prawdopodobnie jednym z czternastu uczniów Shenxiu i Laoana, którzy otrzymali taką oficjalną ordynację w 706 roku.
Pomiędzy 716 a 723 rokiem spotkał się z ezoterycznym mistrzem buddyjskim i tłumaczem Śubhakarasimhą. Spotkanie odbyło się w klasztorze Jingxiana Huishan na górze Song. Tekst z tego spotkania zachował się do dzisiejszych czasów.
Zmarł w klasztorze Huishan w roku 723.
Znane są nazwiska czterech jego uczniów, ale ich noty biograficzne są bardzo niejasne.

## Linia przekazu Dharmy zen
Pierwsza liczba oznacza liczbę pokoleń od Pierwszego Patriarchy chan w Indiach Mahakaśjapy.
Druga liczba oznacza liczbę pokoleń od Pierwszego Patriarchy chan w Chinach Bodhidharmy.
Trzecia liczba oznacza początek nowej linii przekazu w innym kraju.
- 28/1. Bodhidharma (zm. 543?)
  - 29/2. Dazu Huike (487–594)
    - 30/3. Jianzhi Sengcan (zm. 606)
      - 31/4. Dayi Daoxin (579–651)
        - 32/5. Niutou Farong (594–657) szkoła niutou
        - 32/5/1. Pŏmnang Korea – wprowadzenie chanu (kor. sŏn)
        - 32/5. Daman Hongren (601–674)
          - 33/6. Yuquan Shenxiu (605–706) (także Datong) północna szkoła chan
            - 34/7. Yushan Huifu
            - 34/7. Songshan Jingxian (660–723)
            - 34/7. Laoshan Yifu (658–736)
              - 35/8. Huiyun

            - 34/7. Xiangmo Zang
            - 34/7. Jiangma Zang
              - 35/8. Moheyan Tybet

            - 34/7. Songshan Puji (651–739)
              - 35/8. Hongzheng
              - 35/8. Yi Xing (685–727)
              - 35/8. Lingzhuo (691–746)
              - 35/8. Nanyue Mingzan
              - 35/8/1. Taejo Chigong (703–779) Korea
              - 35/8. Jingzou Shizang (714–810)
                - 36/9/1. Sinhaeng (704–779) Korea

              - 35/8. Daoxuan (702–760)
                - 36/9/1. Gyōhyō (722–797) Japonia
                  - 37/10/2. Dengyō Daishi (Saichō) (767–822)